# Partita a tre
Partita a tre (Trois jours à vivre) è un film del 1957 diretto da Gilles Grangier.